# Jan Fabrycy
Jan Fabrycy (* um 1615; † um 1655) war ein polnischer Barockkomponist.
Fabrycy, über dessen Lebensumstände nichts bekannt ist, komponierte kirchenmusikalische Werke im traditionellen A-cappella-Stil. Überliefert ist von Fabrycy eine Parodiemesse nach Wacław z Szamotułs Motette In te Domine speravi.

## Quelle
- ad artem musicae - Jan Fabrycy (englisch)

| Personendaten    | Personendaten        |
| ---------------- | -------------------- |
| NAME             | Fabrycy, Jan         |
| KURZBESCHREIBUNG | polnischer Komponist |
| GEBURTSDATUM     | um 1615              |
| STERBEDATUM      | um 1655              |